# Angus Douglas-Hamilton, 15. Duke of Hamilton

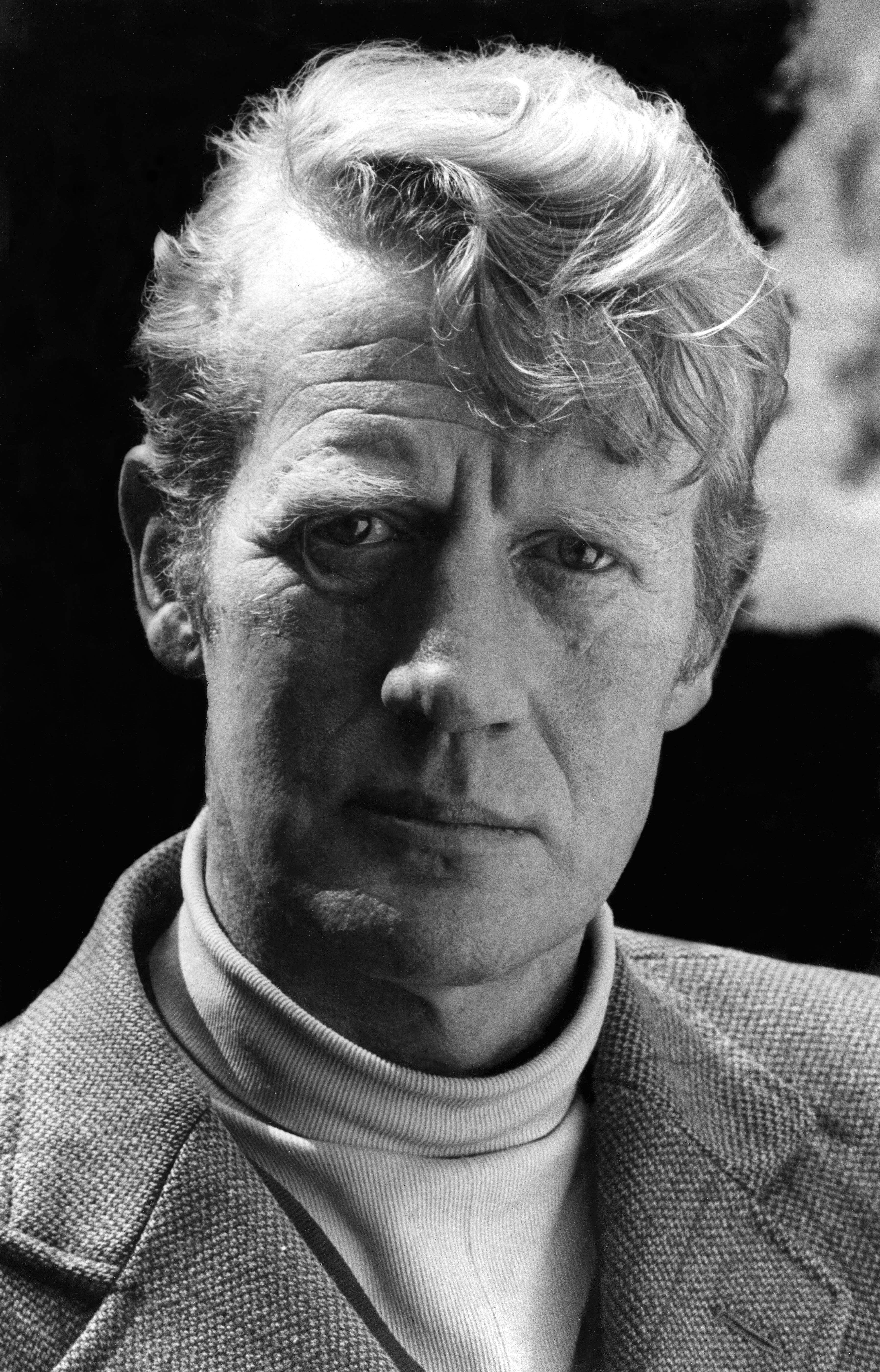
Der 15. Duke of Hamilton, 1987

Angus Alan Douglas Douglas-Hamilton, 15. Duke of Hamilton (* 13. September 1938 in London; † 5. Juni 2010) war ein britischer Peer und Politiker.

## Leben
Angus Douglas-Hamilton war der älteste Sohn des Douglas Douglas-Hamilton, 14. Duke of Hamilton aus dessen Ehe mit Lady Elizabeth Ivy Percy, einer Tochter von Alan Percy, 8. Duke of Northumberland. Nach seiner Geburt führte er zunächst den Höflichkeitstitel Earl of Angus, ab 1940 dann, als sein Vater Duke geworden war, Marquess of Douglas and Clydesdale. Er wurde am Eton College und an der  University of Oxford ausgebildet. Beim Tod seines Vaters erbte er 1973 dessen Adelstitel als 15. Duke of Hamilton und war dadurch bis zum Inkrafttreten des House of Lords Act 1999 Mitglied des britischen House of Lords. Aufgrund des Alters seines Titels, der 1643 für seinen Vorfahren James Hamilton geschaffen wurde, galt er in der protokollarischen Rangordnung als Premier Duke of Scotland.
Douglas-Hamilton diente in der Royal Air Force und arbeitete Anfang der siebziger Jahre als Testpilot. Über den nachgeordneten Titel Lord Abernethy hatte er das erbliche Amt des Trägers der schottischen Krone inne, das er bei jeder Eröffnung des 1999 gegründeten schottischen Parlaments wahrnahm. Weiter war er Mitglied der Royal Company of Archers, der zeremoniellen Leibwache des britischen Monarchen für Schottland. Er war mit seiner Gattin im Tierschutz aktiv.
Der Duke gehörte zu den fünf Personen im Vereinigten Königreich, die gleichzeitig zwei Duketitel haben, nämlich neben dem schottischen Titel 15. Duke of Hamilton auch den britischen Titel 12. Duke of Brandon, der 1711 dem 4. Duke of Hamilton verliehen worden war.

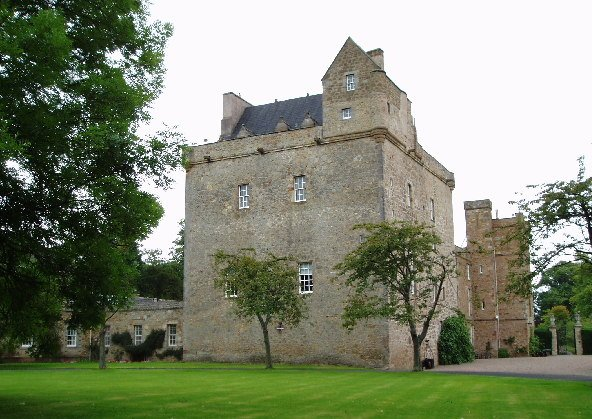
Lennoxlove House, East Lothian, Familiensitz der Dukes of Hamilton

Der Duke war dreimal verheiratet und wurde zweimal geschieden. Von 1972 bis 1987 war er in erster Ehe verheiratet mit Sarah Scott (1945–1994), seine zweite Ehefrau war 1988 bis 1995 Jillian Robertson (1940–2018) und seine dritte Gemahlin war seit 1998 Kay Carmichael. Aus seiner ersten Ehe hatte er vier Kinder:
- Lady Eleanor Douglas-Hamilton (* 1973);
- Lady Anne Douglas-Hamilton (* 1976) ⚭ 1998 John McClure;
- Alexander Douglas-Hamilton, 16. Duke of Hamilton (* 1978);
- Lord John William Douglas-Hamilton (* 1979).